# Niels Ditlev Riegels
Niels Ditlev Riegels, född 27 juni 1755, död 24 augusti 1802, var en dansk författare.
Riegels var 1781–84 lärare för änkedrottning Juliana Maria av Braunschweig-Wolfenbüttels pager och medverkade något vid statskuppen 1784, men flyttade sedan till Falster. Hans förnämsta skrifter är Forsøg til Femte Christians historie (1792), Udkast til Fjerde Frederiks historie (två band, 1795–99) och Smaa historiske skrifter (tre band, 1796–98), vilka senare bland annat innehåller ett Skilderi af Christian VI.
Som författare är Riegels opålitlig, ensidig och bitter i sin framställning, uppfylld av hat mot kyrka, adel och ämbetsmän, varför också hans arbeten knappast kan kallas historiska, men hans förtjänst är att ha framdragit många dittills inte beaktade fakta och genom sitt sunda omdöme skingrat många fördomar. Inte heller följde han det vanliga bruket att ständigt prisa kungarnas handlingar, om han än såg genom fingrarna med deras personliga fel.
Som polemiker utgav han en mängd småskrifter i varjehanda ämnen och 1786–89 månadsskriften Kjøbenhavns skilderi. Hans ännu senare flygskrift Fornuftens og menneskeheds-rettighedernes arkiv (1–8, 1796–97) röjer tydligt hans revolutionära sinnelag.